# Aubing-Lochhausen-Langwied

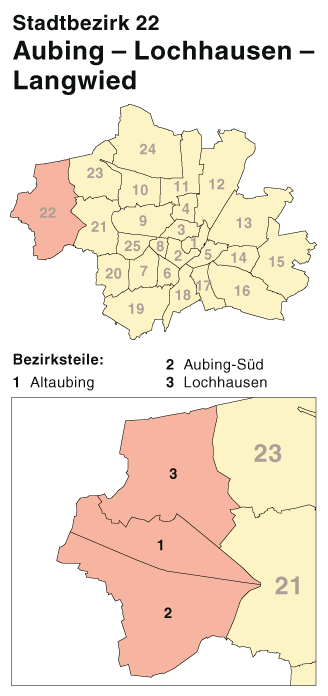
Bezirksteile

Aubing-Lochhausen-Langwied ist der Stadtbezirk 22 der bayerischen Landeshauptstadt München.
Von allen Münchner Stadtbezirken hat er die größte Ausdehnung (rund 34 Quadratkilometer) und die geringste Bevölkerungsdichte (1688 Einwohner pro Quadratkilometer). Auf seinem Gebiet liegen ausgedehnte Grün-, Wald- und landwirtschaftliche Flächen, die zusammen mit der Aubinger Lohe und dem Erholungsgebiet Langwieder See bzw. Böhmerweiher wichtige Ausgleichs- und Erholungsfunktionen für den gesamten Münchner Westen erfüllen.
Derzeit entsteht im Südwesten des Bezirks, östlich und nordöstlich des Gutes Freiham, der Stadtteil Freiham.

## Geographie

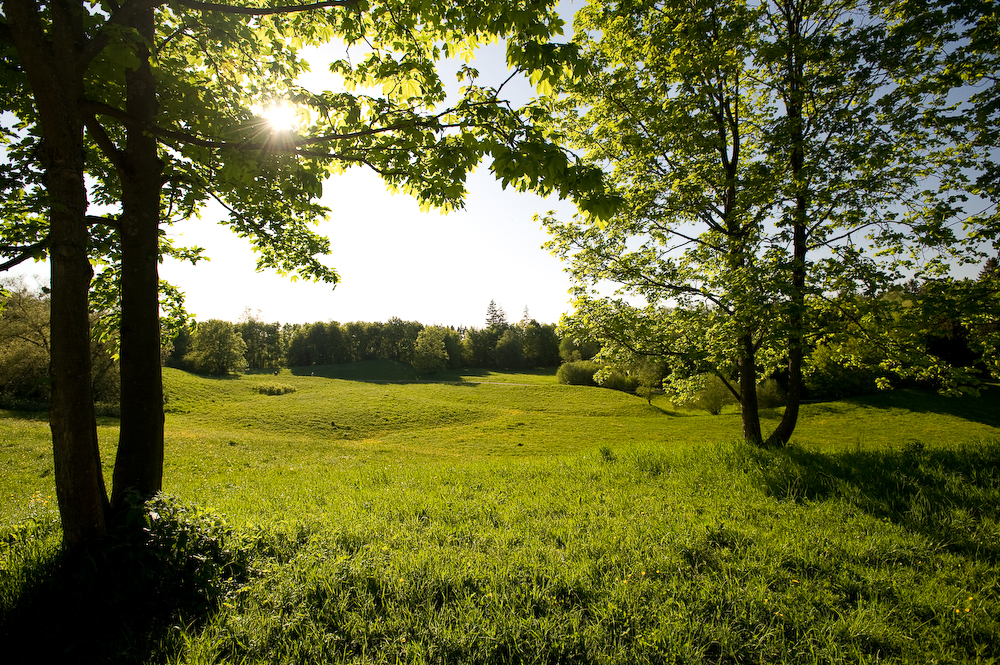
Aubinger Lohe

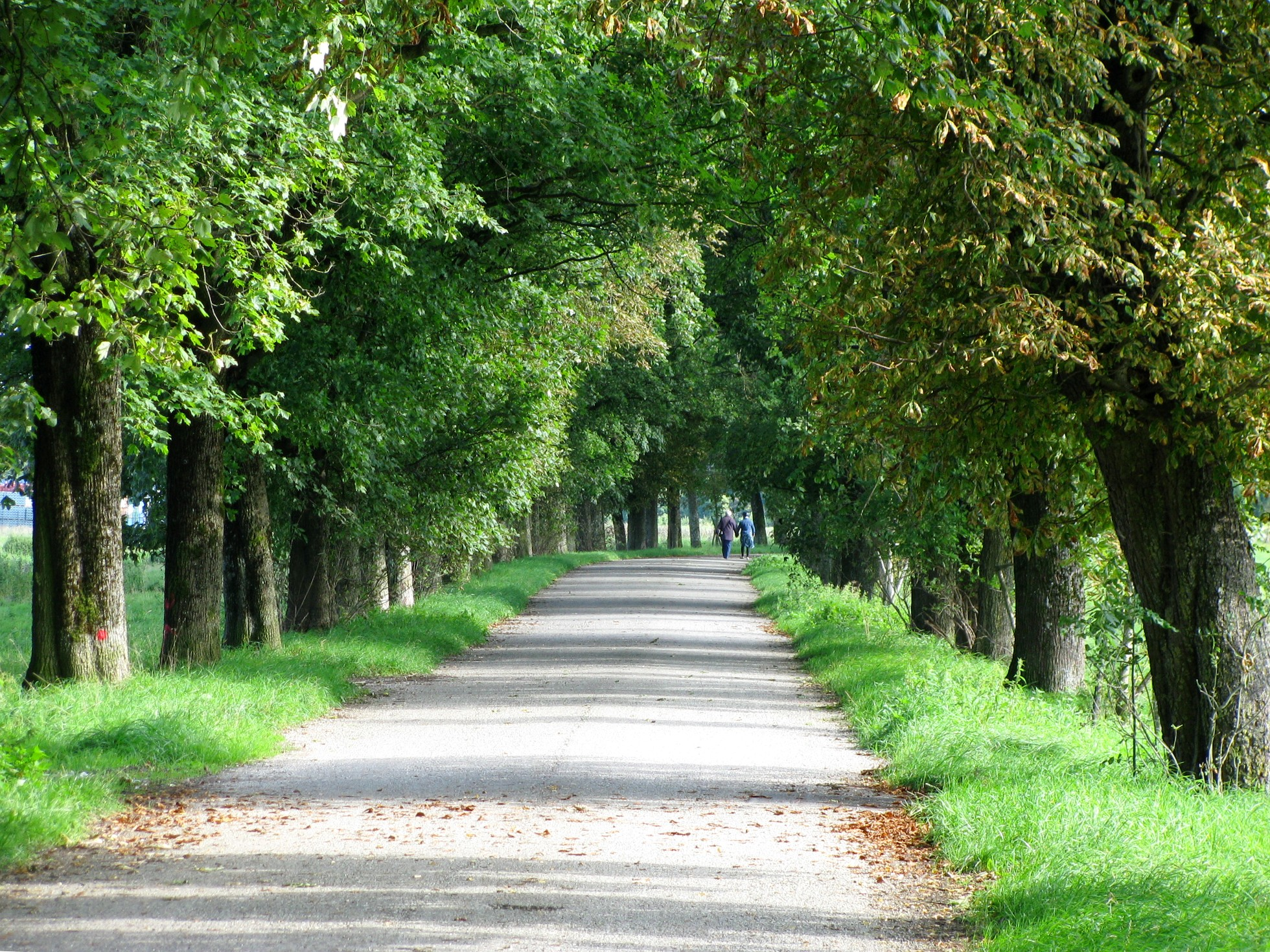
Freihamer Allee

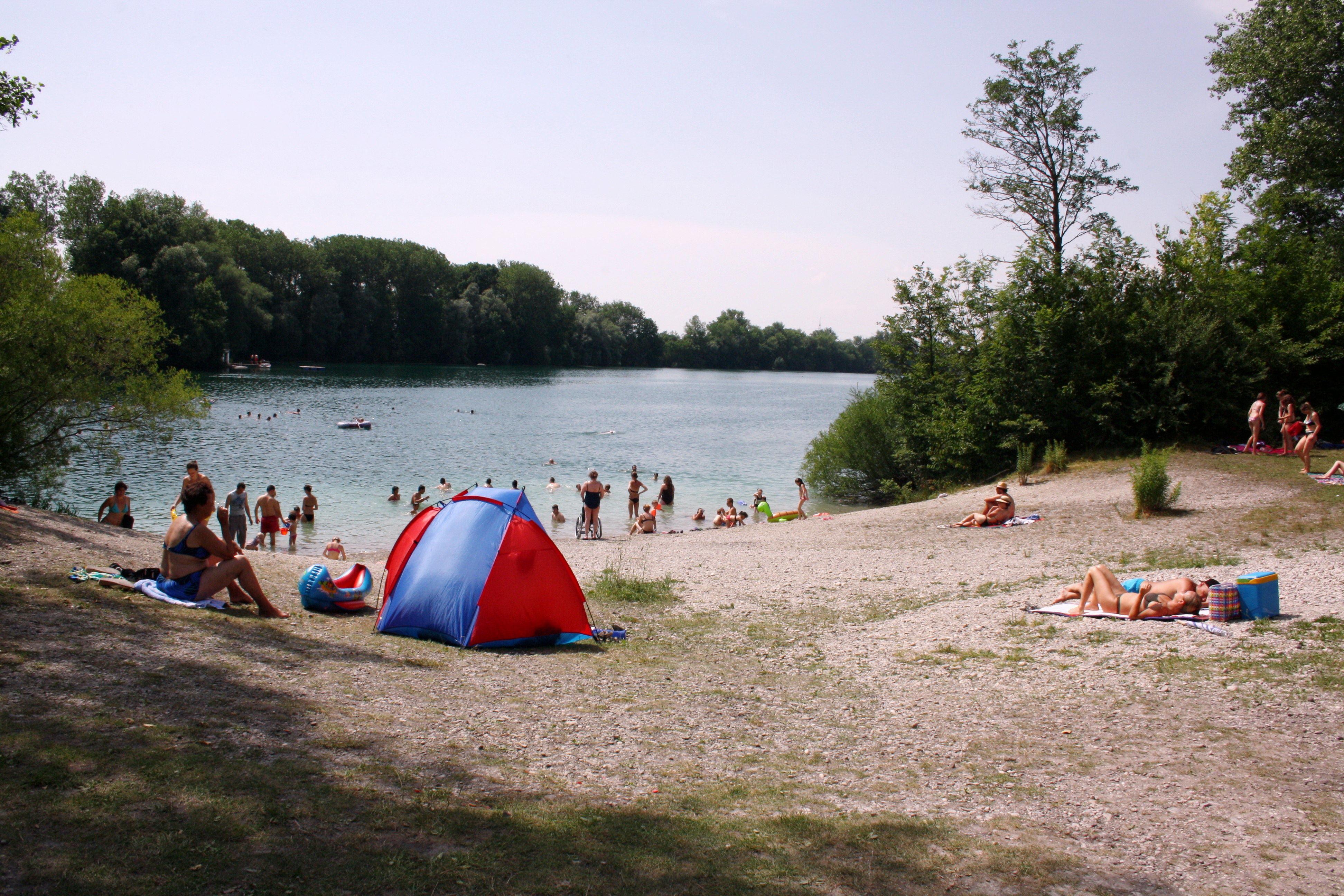
Langwieder See

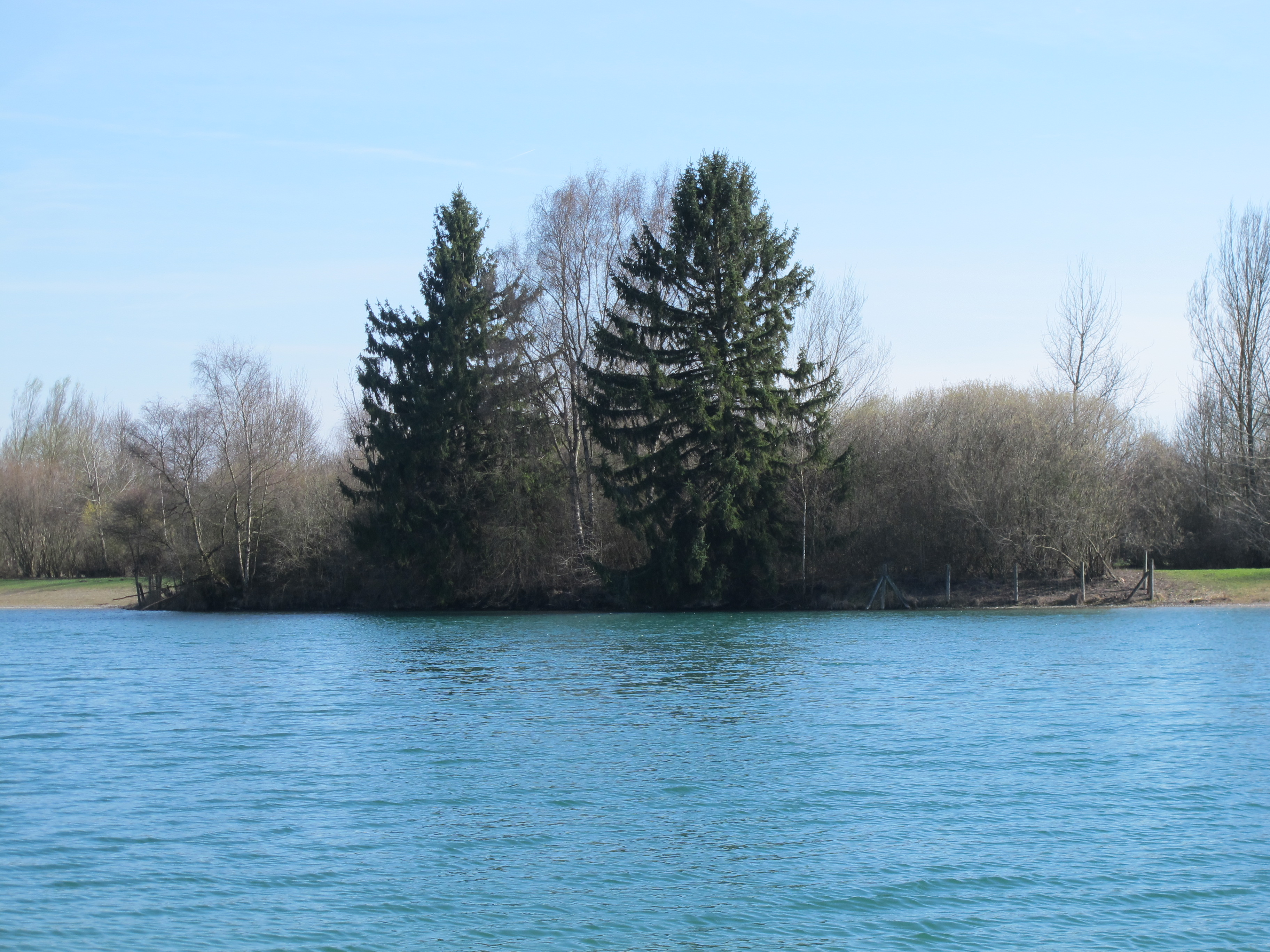
Birkensee

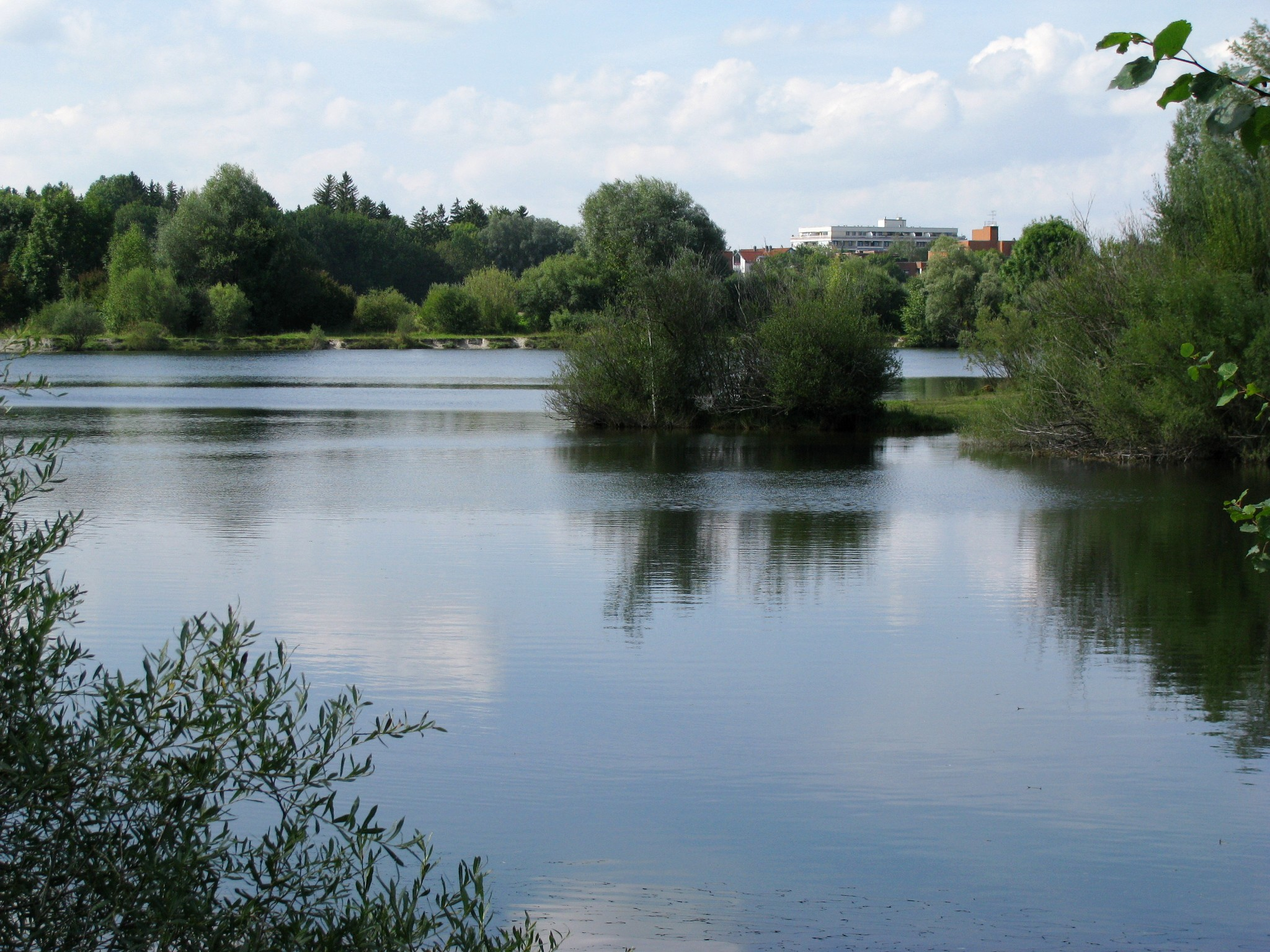
Böhmerweiher

### Unterteilung
Der Stadtbezirk 22 enthält vier Stadtteile Münchens, die früher teilweise eigenständige Orte waren. Diese wurden 1942 zwangsweise per Verfügung nach München eingemeindet.
- Aubing
- Freiham
- Langwied
- Lochhausen

Für die Verwaltung und für statistische Zwecke ist der Stadtbezirk in vier Bezirksteile unterteilt.
1. Altaubing
2. Aubing-Süd
3. Lochhausen
4. Freiham

Die Stadtteile Lochhausen und Langwied bilden dabei den gemeinsamen Bezirksteil Lochhausen, der Stadtteil Aubing ist in zwei Bezirksteile unterteilt.

### Nachbarbezirke und -gemeinden
Der Stadtbezirk grenzt (im Uhrzeigersinn aufgezählt) an die Münchner Stadtbezirke Allach-Untermenzing und Pasing-Obermenzing im Osten sowie die Gemeinden Gräfelfing im Süden, Germering im Südwesten, Puchheim und Gröbenzell im Westen und Olching, Bergkirchen und Karlsfeld im Norden.

### Grünflächen
- Aubinger Lohe
- Langwieder Seenplatte (Langwieder See, Lußsee und Birkensee)
- Freizeitpark Aubing-Ost
- Burgstall Aubing
- Münchner Grüngürtel

## Statistik
(Stand jeweils am 31. Dezember, Einwohner mit Hauptwohnsitz)
| Jahr | Einwohner | davon Ausländer | Einwohner je km² |
| ---- | --------- | --------------- | ---------------- |
| 2000 | 37.425    | 6.576 (17,6 %)  | 1.099            |
| 2001 | 37.693    | 6.659 (17,7 %)  | 1.107            |
| 2002 | 37.532    | 6.650 (17,7 %)  | 1.102            |
| 2003 | 37.556    | 6.739 (17,9 %)  | 1.103            |
| 2004 | 37.595    | 6.835 (18,2 %)  | 1.104            |
| 2005 | 37.560    | 7.015 (18,7 %)  | 1.103            |
| 2006 | 37.857    | 7.018 (18,5 %)  | 1.112            |
| 2007 | 38.091    | 7.082 (18,6 %)  | 1.118            |
| 2008 | 38.327    | 7.213 (18,8 %)  | 1.125            |
| 2009 | 38.268    | 7.157 (18,7 %)  | 1.124            |
| 2010 | 38.863    | 7.574 (19,5 %)  | 1.141            |
| 2011 | 39.789    | 8.078 (20,3 %)  | 1.168            |
| 2012 | 41.116    | 8.806 (21,4 %)  | 1.207            |
| 2013 | 42.305    | 9.435 (22,3 %)  | 1.242            |
| 2014 | 42.859    | 9.996 (23,3 %)  | 1.258            |
| 2015 | 43.682    | 10.640 (24,4 %) | 1.282            |
| 2016 | 45.571    | 12.018 (26,4 %) | 1.338            |
| 2017 | 46.385    | 12.722 (27,4 %) | 1.362            |
| 2018 | 47.813    | 13.590 (28,4 %) | 1.404            |
| 2019 | 49.072    | 14.484 (29,5 %) | 1.441            |
| 2020 | 50.140    | 14.841 (29,6 %) | 1.472            |
| 2021 | 51.786    | 15.643 (30,2 %) | 1.521            |
| 2022 | 54.619    | 17.399 (31,9 %) | 1.604            |
| 2023 | 57.502    | 18.987 (33,0 %) | 1.688            |
| 2024 | 61.011    | 21.101 (34,6 %) | 1.791            |

Quelle mit weiteren Daten

## Politik
- SPD: 4
- Grüne: 6
- FW/ÖDP: 3
- FDP: 1
- CSU: 9

Der Bezirksausschuss von Aubing-Lochhausen-Langwied wurde zuletzt am 15. März 2020 gewählt. Die Sitzverteilung lautet wie folgt: CSU 9, Grüne 6, SPD 4, FW/ÖDP 3 und FDP 1. Von den 32.657 stimmberechtigten Einwohnern in Aubing-Lochhausen-Langwied haben 15.421 von ihrem Wahlrecht Gebrauch gemacht, womit die Wahlbeteiligung bei 47,2 Prozent lag.

## Bildung
- Bildungscampus Freiham

## Verkehr

### Autobahn
Im Februar 2006 wurde das Teilstück der A 99 zwischen der Anschlussstelle München-Lochhausen und der A 96 München–Lindau eröffnet. Seitdem ist der Aubinger Tunnel mit 1935 Metern der längste Autobahntunnel Bayerns.
Das Gebiet in und direkt um Aubing, Lochhausen, Langwied ist über folgende Anschlussstellen angebunden:
A 99
- Anschlussstelle 5 München-Freiham-Mitte
- Anschlussstelle 7 München-Lochhausen
- Anschlussstelle 8 Kreuz München-West

A 8
- Anschlussstelle 80 München-Langwied
- Anschlussstelle 81 Kreuz München-West

### Öffentliche Verkehrsmittel

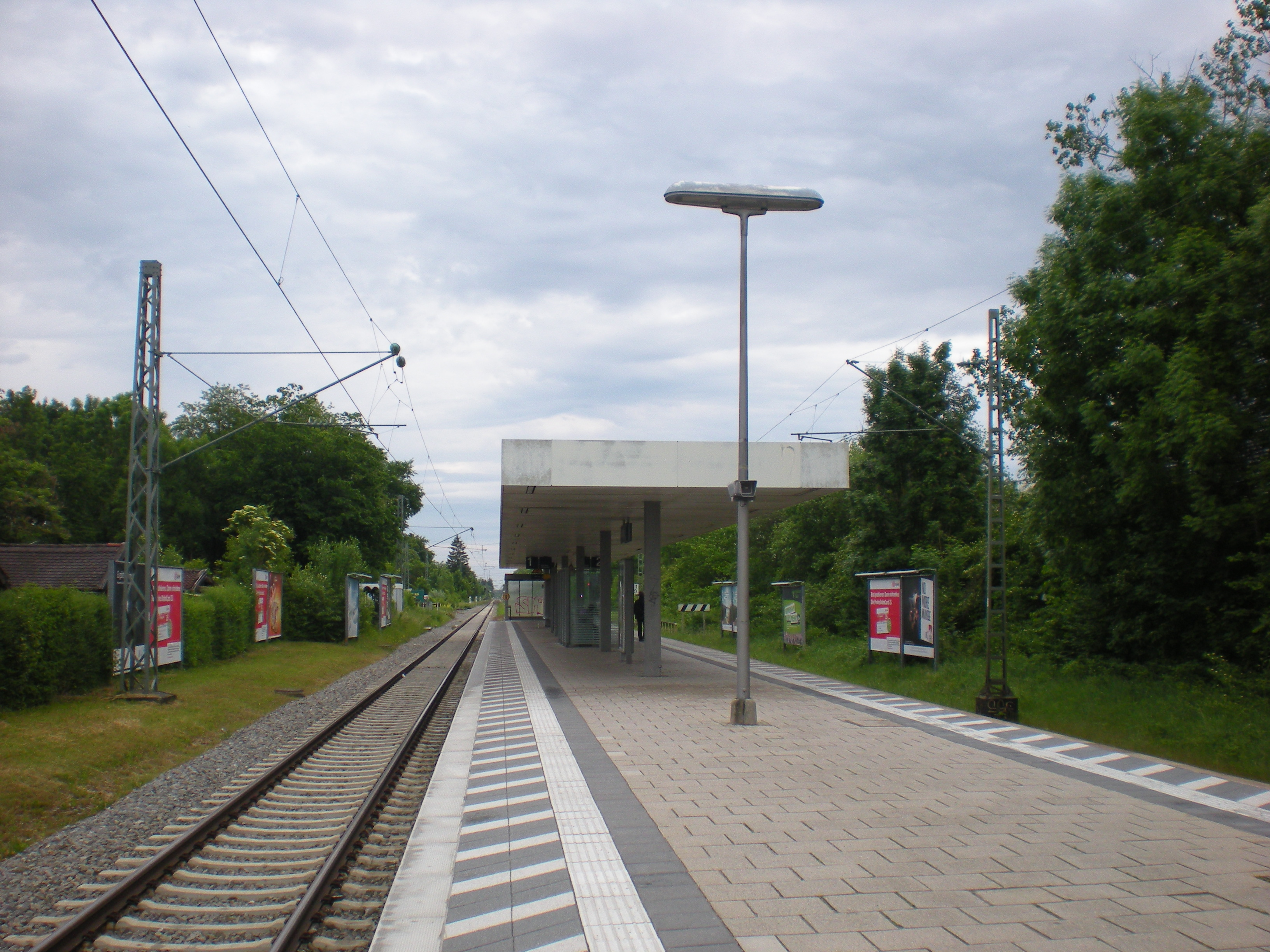
S-Bahn-Haltepunkt München-Aubing

Der Bezirk ist gegenwärtig (2017) mit sechs Haltestellen an vier Linien des S-Bahn München-Netzes angebunden:
- Die Stationen Langwied und Lochhausen liegen an der Bahnstrecke München–Augsburg und werden durch die Linie S3 nach Mammendorf bedient.
- Die Stationen Leienfelsstraße und Aubing liegen an der Bahnstrecke München–Buchloe und werden durch die Linie S4 nach Geltendorf bedient.
- Die Station Neuaubing liegt an der Bahnstrecke München-Pasing–Herrsching und wird durch die Linie S8 nach Herrsching bedient. Stadtauswärts nach Neuaubing wurde am 14. September 2013 die Station Freiham für den gleichnamigen neuen Stadtteil eröffnet.
- Die Station Westkreuz liegt an den Bahnstrecken München–Garmisch-Partenkirchen und München-Pasing–Herrsching und werden durch die Linien S6 nach Tutzing und S8 nach Herrsching bedient.

Alle genannten Linien fahren stadteinwärts über Pasing und Hauptbahnhof zum Karlsplatz (Stachus) und zum Marienplatz.
Mehrere Buslinien erschließen ferner den Stadtteil, darunter der Metrobus Linie 57, der vom U-Bahnhof Laimer Platz über Pasing nach Neuaubing West und weiter zum Freihamer Bahnhof (S8) fährt. Seit 29. April 2019 besteht außerdem eine Expressverbindung X80 am Bahnhof Lochhausen in Richtung Moosach und Untermenzing beziehungsweise Puchheim, welche eine schnelle Verbindung zwischen S1, S2, S3 und S4 bildet. U-Bahn- oder Straßenbahn-Haltestellen gibt es nicht.

## Sport
Der PBC München-West spielte mehrere Jahre in der Poolbillard-Bundesliga.

## Siehe auch

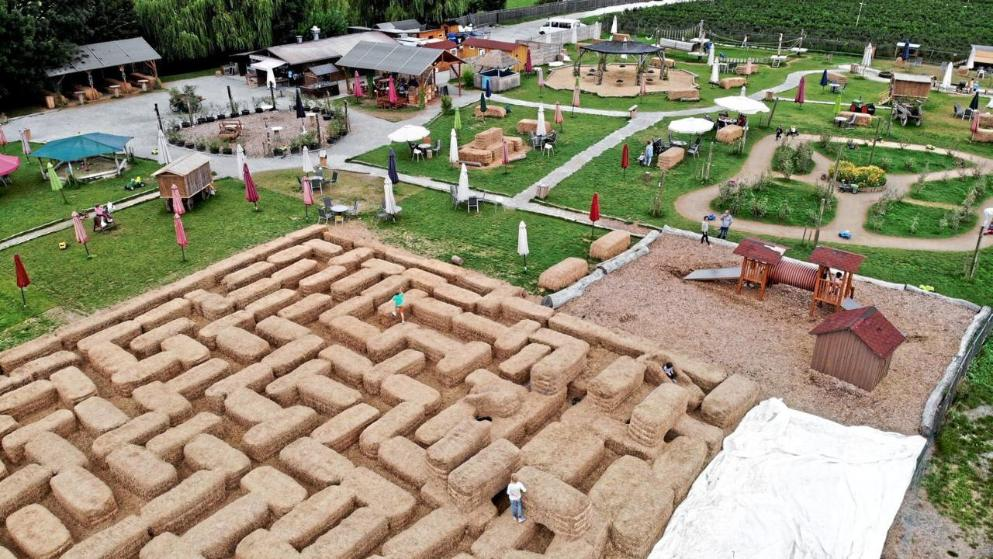
Beerencafé in Lochhausen